# Daniel Infantini
Daniel Infantini é um ator de teatro, cinema e televisão, e figurinista brasileiro. Natural de Caconde, SP.

É formado pela Escola de Arte Dramática - ECA-USP. 

## Experiência profissional

### Como Ator
Televisão
- "Carcereiros" (2016)- Rede Globo
- “Vida de Estagiário” / “Vida de pasante” -  Brasil/Argentina (2016) -  Warner Channel
- "171 - Negócios de família"

Universal Channel - direção Roberto D'Ávila - tv 2016
- “ O Hipnotizador” / “El Hipnotizador” - direção José Eduardo Belmonte / Alex Gabassi

Canal HBO – Brasil/ Uruguai / Argentina – TV 2015
- Carbono e Metano no cerrado (2015) - Canal Futura
- Carbono e Metano na Mata Atlântica” (2012) - Canal Futura

Cinema
- "Rodantes" (longa-metragem) - 2016
- "Verbena" (curta-metragem) - 2016
- “Submarino” (curta-metragem) - 2015
- A era de ouro (curta-metragem) - 2014

- Enleio (curta-metragem) – 2012

Teatro
- Garrincha – 2016
- In Extremis – 2015

- A Hora Amarela” - 2014
- Lampião e Lancelote 2014
- No Exit - entre quatro paredes – 2013
- The Pillowman – o homem travesseiro - 2012
- Os olhos de Nebul - 2011
- Quem tem medo de Curupira? - 2010
- Histórias de Chuva – 2010
- Histórias de Chuva: gênese - 2010

#### Prêmios e Indicações – Ator
- Prêmio Femsa de Teatro - melhor ator por “Lampião & Lancelote” (2013)
- Prêmio Qualidade Brasil de melhor ator por “Lampião & lancelote” (2013)
- Prêmio Bibi Ferreira de ator revelação em musical por[[Lampião e lancelote” (2013)
- Indicação ao Prêmio Femsa de Teatro - melhor ator por “ Quem tem medo de Curupira?” (2010)
- Indicação ao prêmio de melhor intérprete no Festival Nacional de Teatro de Piracicaba por “Histórias de Chuva: gênese” (2010)
- Indicação ao prêmio de melhor ator coadjuvante no XXI Festival Nacional de Teatro de Pindamonhangaba por “O Cadarço Laranja” (2007)
- Prêmio de ator revelação no XXIX Festival Nacional de Teatro de Pindamonhangaba por “O detector de Sacis” (2005)
- Prêmio Leão de Ouro no Cultura Inglesa Festival por “La Chunga” (2002)
- Prêmio de melhor ator no XVI Festival de Teatro de Blumenau por “La Chunga” (2001)
- Prêmio de melhor ator coadjuvante no XXV Festival Nacional de Teatro de Pindamonhangaba por “La Chunga” (2001)
- Indicação ao prêmio de melhor ator no Festivale de São José dos Campos, por “La Chunga” (2002)

### Como Figurinista
- "Arqueólogos" -(2016)
- "Meu amigo inventor" (2016)
- "Como todos os atos humanos" (2016)
- “In Extremis” (2015)
- “Carbono e Metano na Caatinga” (2015)
- “Carbono e Metano na Mata Atlântica” (2015)
- “Fala comigo antes da bomba cair” (2015)
- “Viver na cidade” (2015)
- “É proibido miar” (2015)
- “Vida no Campo”  (2014)
- “Monstrupe”  (2013)
- Click” 2ª temporada – Gloob (2013)
- “Perfeito, Perversos, Educados”  (2013)
- “Armadilhas Brasileiras”  (2013)
- “Subsolo” (2013)
- “Viúva, porém honesta” (2012)
- Click” 1ª temporada – Gloob (2012)
- “Le Devin du Village”  (2102)
- “Circo de Trapo” (2012)
- “O Empinador de Estrelas” (2012)
- “Chalabulá” – Clube A Hebraica (2012)
- Projeto C.U.R.A. (2012)
- “The Pillowman”  (2012)
- “A saga de Cecilia...”  (2012)
- “Serpente verde sabor maçã”, de Jô Bilac – direção Lavínia Pannunzio (2011)
- “O silêncio em apuros” – direção Débora Dubois (2011)
- “Noite de improviso” – Cia Jogando no Quintal (2011)
- “É proibido miar”, de Pedro Bandeira – direção Marcelo Klabin (2011)
- “Os olhos de Nebul” – Teatro da Gioconda (2011)
- “Orinoco” – direção Dagoberto Feliz (2011)
- “Desaguar” – exposição Água na Oca (2011)
- Banda Karallargá – (2010)
- “Noite na Taverna” – direção Helder Mariani (2010)
- “Mão e Pescoço” – direção Elzemann Neves (2010)
- “Blume-Zoof” – Teatro da Gioconda (2010)
- “1808: a chegada da família real” – Cia Humbalada (2010)
- “O que não disseram” – Fundação das Artes de São Caetano (2010)
- “Noel Rosa, o poeta da Vila” – direção Dagoberto Feliz (2010)
- “Medéia” – Galpão do Folias – direção Dagoberto Feliz (2009)
- “Nunzio” – Galpão do Folias – direção Danilo Grangheia (2009)
- “Banda Hamlet” – direção Danilo Grangheia (2009)
- “Histórias de Chuva” – Teatro da Gioconda (2009)
- “Histórias de Chuva: gênese” – Teatro da Gioconda (2009)
- “Enjoy!” – Teatro da Gioconda (2009)
- “Marvada Caloibina”, de Esio Magalhães (2009)
- “Shakespeare Amarrotado” – direção Dagoberto Feliz (2009)
- “Sobre tomates, tamancos e tesouras” – Barracão Teatro – direção Rhena de Faria (2009)
- “Família Dragão” – direção Soledad Yunge (2009)
- Programa “Brasil Next Top Model” (2009)
- “A hora da história” – As fuxiqueiras (2009)
- “Um dia quase igual aos outros” – direção Neyde Veneziano (2009)
- “Infância: o cemitério de brinquedos” – direção Ernani Sanches (2008)
- “Caleidoscópio” – Cia Jogando no Quintal (2008)
- “A revolução dos beatos” – direção Dagoberto Feliz (2008)
- “Os Saltimbancos” – direção Dagoberto Feliz (2008)
- “A culpa é da ciência?” – Projeto Arte e Ciência no Palco – direção Raquel Araújo (2008)
- “Pelo Cano” – Vera Abbud e Paula Mussat (2008)
- “Cabaré da Santa” – Galpão do Folias – direção Dagoberto Feliz (2008)
- “Se essa história fosse minha...” – Meninas do Conto (2008)
- “Rei dos Urubus” – direção Marcelo Lazaratto (2008)
- “Cor de Chumbo” – direção Luiz Mármora (2007)
- “After Darwin” – Projeto Arte e Ciência no Palco – direção Raquel Araújo (2007)
- “Rebimboca e Parafuseta”, de Carlos Palma – direção Dagoberto Feliz (2007)
- “O Cadarço Laranja” – direção Milton Morales Filho (2006)
- “O detector de sacis” – direção Milton Morales Filho (2006)
- “Hamlet” – direção Gabriel Carmona (2006)
- “Palhaços” – direção Gabriel Carmona (2005)
- “Romeu e Julieta” – Grupo Caixa de Imagens (2005)
- “Mario 110 - Sp 450” – Teatro da Gioconda (2004)
- “As dez palavras” – direção Milton Morales Filho (2003)
- “La Chunga” – direção Marco Antonio Rodrigues (2002)
- “Os olhos do Rei Nebul” – direção Milton Morales Filho (2002)

#### Prêmios e Indicações – Figurino
- Prêmio Acesc de melhor figurino por “Monstrupe” (2013)
- Prêmio Acesc de melhor figurino por “Chalabulá” (2012)
- Prêmio Acesc de melhor figurino por “O Corcunda de Notredame” (2011)
- Prêmio de melhor figurino no Festival de Limeira por “Sobre tomates, tamancos e tesouras” (2010)
- Prêmio de melhor projeto de indumentária no 5º Fentepira, por “Histórias de Chuva: gênese” (2010)
- Indicação ao Prêmio Coca-Cola Femsa de figurino por “Família Dragão” (2009)
- Indicação ao Prêmio Coca-Cola Femsa de figurino por “Rebimboca e Parafuseta” (2007)
- Indicação ao Prêmio Coca-Cola Femsa de figurino por “O Cadarço Laranja” (2007)
- Prêmio de melhor figurino no 2º Fentepira por “O Cadarço Laranja” (2007)
- Indicação ao prêmio de melhor figurino no XXI Feste por “O Cadarço Laranja” (2007)